# St. Bonifatius (Kronshagen)

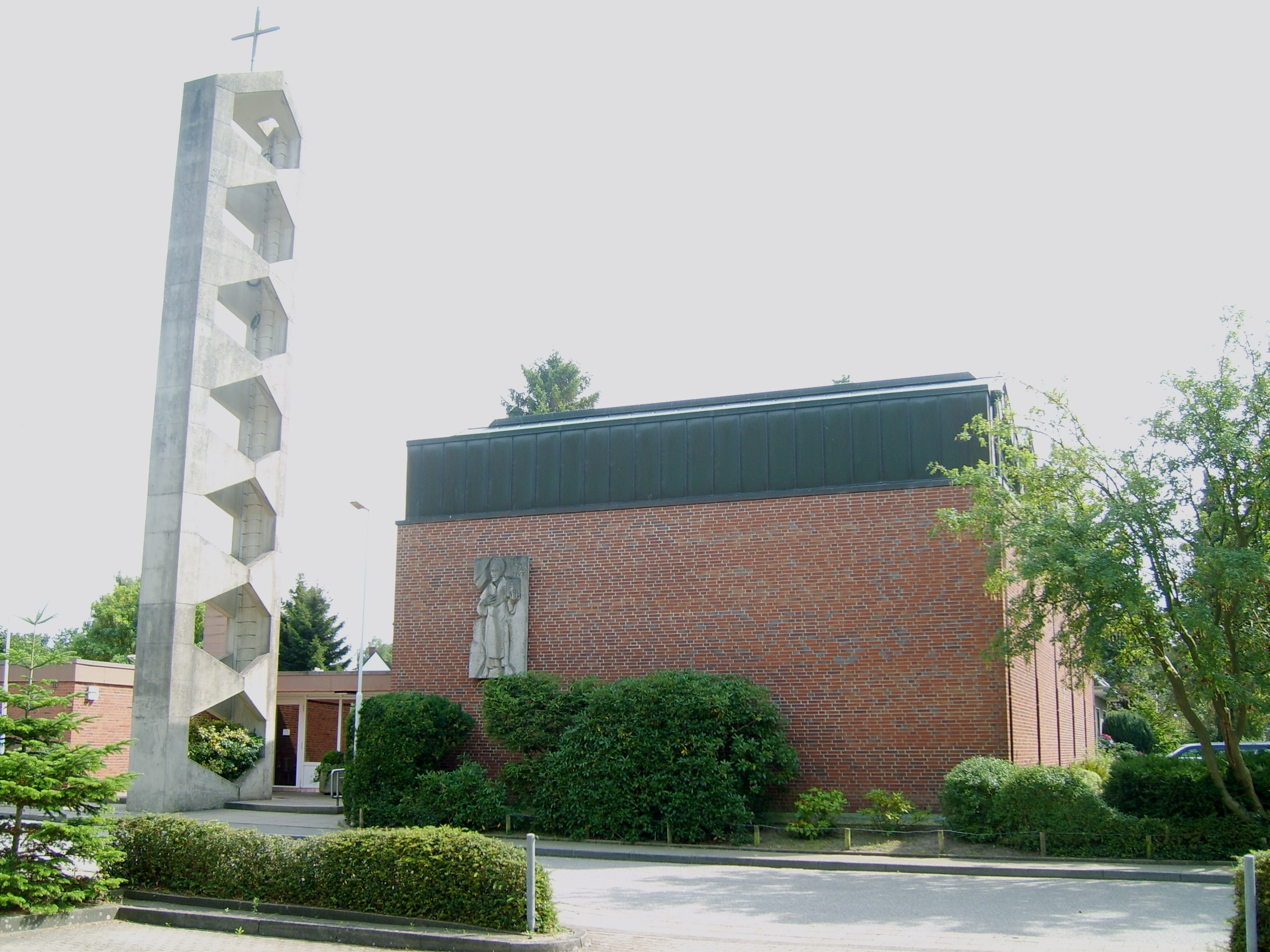
St. Bonifatius

St. Bonifatius ist eine profanierte römisch-katholische Kirche in Kronshagen, einer Gemeinde im Kreis Rendsburg-Eckernförde in Schleswig-Holstein.

## Lage
Das Kirchengebäude befindet sich am Wildhof 9 in Kronshagen.

## Geschichte
Der Zuzug katholischer Heimatvertriebener nach Ende des Zweiten Weltkrieges in der Region machte die Neuerrichtung katholischer Pfarreien insbesondere im Raum Kiel notwendig, wozu auch St. Bonifatius in Kronshagen gehörte. Das Gemeindegebiet umfasst Kronshagen, Suchsdorf, Ottendorf, Stampe, Landwehr, Strohbrück, Altwittenbek, Neuwittenbek und Schinkel.
Mit Unterstützung des Bonifatiuswerkes wurde die damalige Pfarrkirche errichtet. Die Grundsteinlegung erfolgte im Sommer 1959. Der Osnabrücker Weihbischof Johannes von Rudloff konsekrierte die Kirche am 6. Dezember 1960.
Das Gotteshaus wurde mehrmals umgestaltet: 1965 erfolgte eine Anpassung entsprechend der Ausführungen des Zweiten Vatikanischen Konzils. Eine Plastik des Kirchenpatrons wurde im Dezember 1992 an der Frontseite der Kirche aufgestellt. Altar, Ambo, Taufbecken sowie der Untersatz des Tabernakels, jeweils aus Anröcher Dolomit, wurden 1997 durch Paul Brandenburg neu gestaltet.
Eine Orgel mit zwölf Registern erhielt die Kirche 1967 (Klaus Becker Orgelbau, heute Michael Becker Orgelbau). 1978 wurde das Gemeindehaus eingeweiht.
Im Zuge der Pfarrei-Fusionen wurde die vorher eigenständige Pfarrei St. Bonifatius 2005 zu einer der Filialkirchen der Pfarrei St. Nikolaus in Kiel.
Seit Errichtung der Pfarrei Franz von Assisi im Jahr 2014 war sie eine der zehn Kirchen dieser Pfarrei, welche aus den katholischen Gemeinden in ganz Kiel und einigen der umliegenden Gemeinden besteht (die Begriffe „Filialkirche“ und „Pfarrkirche“ finden in den neu errichteten Pfarreien des Erzbistums Hamburg keine Anwendung mehr). Am 17. September 2022 wurde die Kirche profaniert.

## Ausstattung
- Reliquiar des Heiligen Bonifatius in Form eines Lebensbaumes (1960)
- Plastik des Hl. Bonifatius (Paul Brandenburg, 1992)
- Kreuzigungsgruppe aus Terrakotta (Erika Maria Wiegand, 1965)
- Betonglasfenster am Altar (Johannes Beeck, 1965)
- Altar, Ambo, Taufbecken, Tabernakeluntersatz (Paul Brandenburg, 1997)
- Marienstatue (Gerhard Philipp)